# Krîvorijjea, Nova Odesa
Krîvorijjea (în ucraineană Криворіжжя) este un sat în orașul raional Nova Odesa din regiunea Mîkolaiiv, Ucraina.

## Demografie
Componența lingvistică a localității Krîvorijjea
     Ucraineană (94,38%)
     Rusă (3,93%)
     Română (1,4%)
     Alte limbi (0,28%)
Conform recensământului din 2001, majoritatea populației localității Krîvorijjea era vorbitoare de ucraineană (94,38%), existând în minoritate și vorbitori de rusă (3,93%) și română (1,4%).